# Thed Björk
Thed Björk Bang-Melchior, född 14 december 1980 i Vretstorp, är en svensk racerförare som tävlar för Lynk & Co Cyan Racing i WTCR.
Björk blev världsmästare i World Touring Car Championship 2017 med Polestar Racing.

## Racingkarriär

### Karting/Formel 3
Thed Björk inledde sin karriär inom karting 1993. 1997 blev han svensk mästare och plockade tiondeplats i karting-EM samma år. År 1998 tog han steget över till det svenska mästerskapet i formel 3 och blev mästare året efter.

### Internationell racing
Säsongen 2000 började Björk tävla i USA i Barber Dodge Pro Series. Under sitt första år blev han tvåa. År 2001 återvände Björk till Europa och började tävla i FIA Sportscar Championship. Första året blev en succé och han kröntes mästare.
Åren 2002 och 2003 tävlade Björk i olika många olika serier, allt från Formel 3000 till Le Mans. 2003 tävlade han främst i Sverige och blev svensk mästare i den svenska GT-serien körandes en Dodge Viper och plockade nio segrar.

### Swedish Touring Car Championship
2004 tog Björk steget till Swedish Touring Car Championship och tävlade för BMW-teamet WestCoast Racing. Under sin debutsäsong i STCC gjorde han bara två inhopp som resulterade i två pallplatser.
2005 var Björk första säsong där han körde alla tävlingarna. Han fortsatte att tävla för WestCoast Racing med Richard Göransson som stallkollega. Resultatet blev SM-silver efter två segrar och sex pallplatser.
2006 blev genombrottsåret för Björk. Han flyttade till det officiella Audi-stallet Kristoffersson Motorsport och plockade hem titeln direkt med tre segrar och sex pallplatser. I slutet av säsongen gjorde Björk två inhopp i den prestigefyllda serien DTM för Audi.

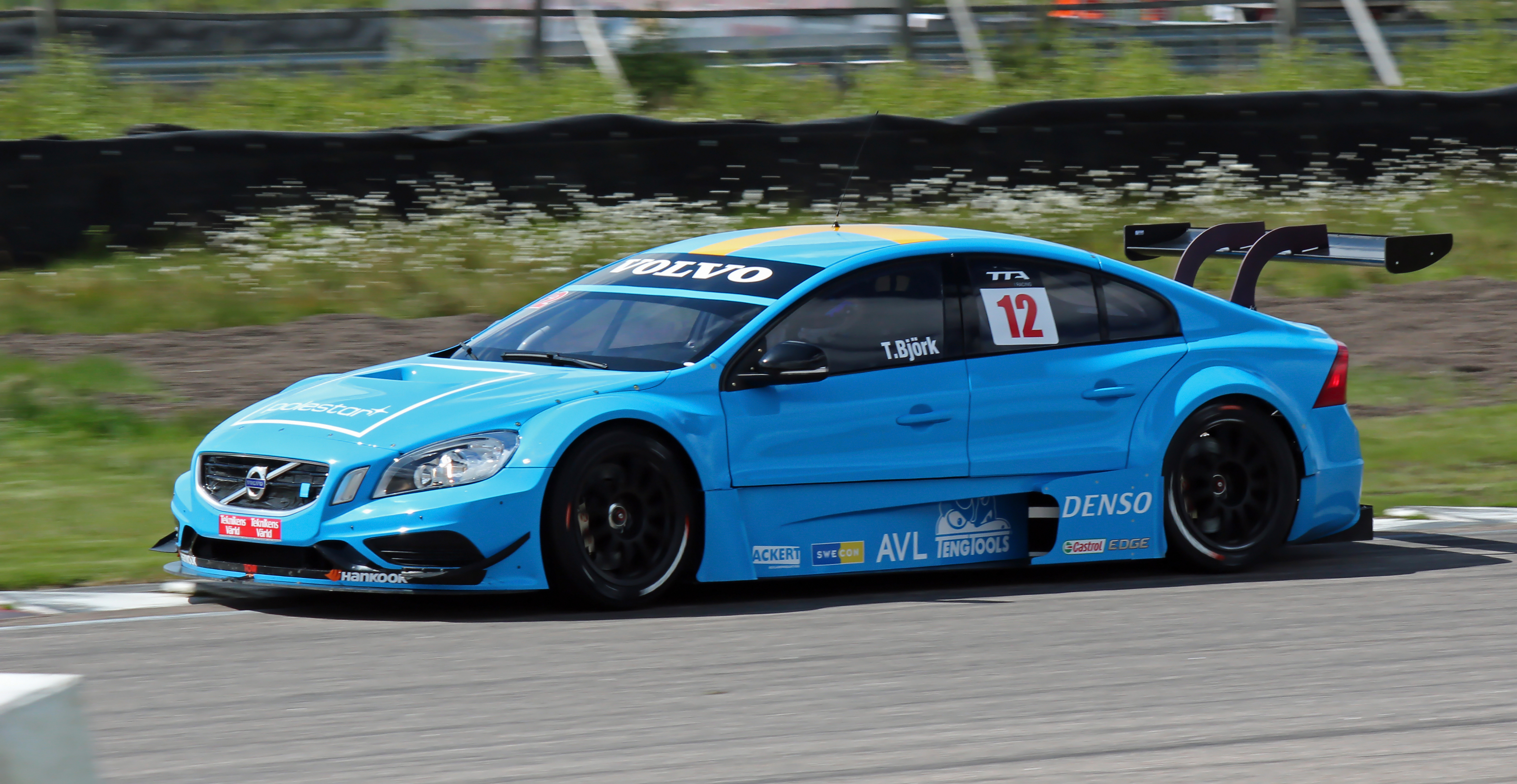
Thed Björk i TTA – Elitserien i Racing på Anderstorp Raceway 2012.

2007 fortsatte Björk att tävla för Kristoffersson Motorsport och Audi. Resultatet var dock desto blygsammare och han slutade fyra i mästerskapet. 2007 var även första året som han började tävla för i en Tjeckisk långloppsserie där han körde en Audi A4 som tidigare körts i DTM.
2008 gick Björk över till Honda-stallet i STCC. Tre segrar gav en tredjeplats i mästerskapet.
2009 skrev Thed Björk kontrakt med Flash Engineering och tävlade tillsammans med nya stallkollegan Jan "Flash" Nilsson. Björk slutade tvåa i mästerskapet på samma poäng som mästaren Tommy Rustad efter en kontroversiell avslutning på säsongen.
Under 2010 fortsatte Björk tävla i Swedish Touring Car Championship och efter en halvdålig säsongsinledning, hämtade han upp sig på slutet och slutade som femma totalt. Denna säsongen blev Thed Björks sista i Flash Engineering
2011 vann Thed Camaro cup serien.
Thed Björk fortsatte sin karriär genom att 2012 skriva på för Volvo Polestar Racing i den nystartade serien TTA – Elitserien i Racing säsongen 2012. Han är där teamkamrat med Fredrik Ekblom. I samma team tog gjorde han sig historisk genom att bli den förste att vinna mästerskapet tre år på rad (2013, 2014 och 2015). 

## Karriär
- 2017: 1:a World Touring Car Championship, Polestar Cyan Racing
- 2016: 10:a World Touring Car Championship, Polestar Cyan Racing
- 2015: 1:a Swedish Touring Car Championship, Polestar Cyan Racing
- 2014: 1:a Swedish Touring Car Championship, Polestar Racing
- 2013: 1:a Swedish Touring Car Championship, Polestar Racing
- 2012: 3:a TTA – Elitserien i Racing, Polestar Racing
- 2011: 1:a UBD Direct Camaro Cup, Chevrolet Camaro, Team RTech Ginza
- 2010: 5:a Swedish Touring Car Championship, BMW 320si, Flash Engineering
- 2009: 2:a Swedish Touring Car Championship, BMW 320si, Flash Engineering
- 2008: 3:a Swedish Touring Car Championship, Honda Accord, Honda Racing
- 2007: 4:a Swedish Touring Car Championship, Audi A4, Kristoffersson Motorsport
- 2006: 1:a Swedish Touring Car Championship, Audi A4, Kristoffersson Motorsport
- 2005: 2:a Swedish Touring Car Championship, BMW 320i, WestCoast Racing
- 2004: 12:a Swedish Touring Car Championship, BMW 320i, WestCoast Racing
- 2003: 1:a Swedish GT-series, Dodge Viper
- 2002: 15:e Le Mans, Courage Competition
- 2001: 1:a SR2 Lola, FIA Sportscar Championship
- 2000: 2:a Barber Dodge Pro-series
- 1999: 1:a Formel 3 SM
- 1997: 1:a Gokart SM